# Pablo Aguilar (Basketballspieler)
Pablo Aguilar Bermúdez (* 9. Februar 1989 in Granada) ist ein spanischer Basketballspieler. Er spielt auf der Position des Power Forwards.

## Laufbahn
Pablo Aguilar begann seine Laufbahn in der Jugend von Real Madrid. Am 30. September 2006 feierte er mit nur 17 Jahren gegen Unicaja sein Debüt in der Liga ACB. In dieser Saison gewann er mit Real Madrid sowohl die spanische Meisterschaft als auch den ULEB Cup, jedoch kam Aguilar nur zu sporadischen Einsätzen im ersten Team und spielte zumeist für die zweite Mannschaft des Klubs. In der Saison 2007/08 gewann er die spanische U-20-Meisterschaft und wurde zum MVP des Turniers gewählt. Im Sommer 2008 entschloss sich der Klub dazu ihn an CB Granada abzugeben, jedoch behielt man eine Rückkaufoption. Sein Durchbruch gelang Aguilar in der Saison 2009/10, in der er bei Granada zum Stammspieler auf der Position des Power Forwards wurde. Im Sommer 2010 machte Real Madrid von der Rückkaufoption gebrauch, lieh ihn aber für ein Jahr an CAI Saragossa aus. Im Anschluss unterschrieb Aguilar einen Vertrag bis 2014 bei den Aragoniern. Im Sommer 2013 wechselte Aguilar innerhalb der Liga ACB zu Valencia Basket Club.

### Nationalmannschaft
Aguilar spielte schon als Junior für die spanische Nationalmannschaft. Mit der U-16-Auswahl gewann er 2005 bei der Europameisterschaft die Bronzemedaille. Ebenfalls den dritten Platz belegte er mit der U-18-Mannschaft 2006 sowie mit der U-20 bei den kontinentalen Turnieren der Jahre 2008 und 2009. Am 23. Juni 2010 wurde Aguilar von Nationaltrainer Sergio Scariolo in den vorläufigen 15-Mann-Kader für die Basketball-Weltmeisterschaft 2010 berufen, nahm jedoch letztlich nicht an der Endrunde teil.
Sein Debüt in der Nationalmannschaft feierte Aguilar im Zuge der Vorbereitung für die Europameisterschaft am 13. August 2013 gegen Polen.

## Erfolge

### Verein
- Real Madrid
  - 2006/07: Spanischer Meister
  - 2006/07, 2013/14: ULEB Cup
  - 2007/08: Spanische U-20-Meisterschaft

### Nationalmannschaft
- Europameisterschaft 2015: Gold
- Europameisterschaft 2013: Bronze
- U-20-Europameisterschaft 2009: Bronze
- U-20-Europameisterschaft 2008: Bronze
- U-18-Europameisterschaft 2006: Bronze
- U-16-Europameisterschaft 2005: Bronze